# Эри (племя)
Эри (англ. Erie) — племя североамериканских индейцев, говоривших на языке из ирокезской группы.
Их племенное название выводится предположительно из слова Erielhonan, что означает «длинный хвост» и относится к кугуару (Felis concolor). Французы называли их «народом кошки» (фр. nation du chat).
Изначально эри обитали на территории современных штатов Пенсильвания и Огайо (на побережье озера, названного их именем)
Эри занимались земледелием (кукуруза) и вели постоянные войны против других ирокезов, которые между 1653 и 1656 смогли их победить, начав использовать купленные у европейцев ружья. Впоследствии, эри растворились в завоевавших их земли ирокезах.
Группа племени эри, мигрировавшая на юг и позднее наводившая ужас на индейцев близ Вирджинии и Южной Каролины, была известна в 17 веке под названием весто.